# Josh Saunders
Josh Saunders (Grants Pass, 2 maart 1981) is een Amerikaans-Puerto Ricaans doelman in het betaald voetbal. Hij staat onder contract bij New York City FC maar wordt uitgeleend aan de San Antonio Scorpions.

## Carrière
Hij speelde één jaar bij de jeugd van Cal State Fullerton Titans en één jaar bij de jeugd van California Golden Bears. In 2003 begon hij zijn profcarrière bij San Jose Earthquakes, hier speelde hij geen officiële wedstrijden en dus werd hij uitgeleend aan Portland Timbers. Tijdens deze uitleenbeurt speelde hij 16 wedstrijden en maakte hij zo zijn debuut in het profvoetbal. Hierna kreeg hij een definitief contract bij de club. In het seizoen 2004 kwam hij aan 24 wedstrijden. Het jaar erop versierde hij een transfer naar topclub Los Angeles Galaxy. Dit werd echter geen succes en dus werd hij van 2005 tot 2006 uitgeleend aan zijn ex-club Portland Timbers. In deze periode kwam hij aan 50 wedstrijden. In 2007 stapte hij definitief over naar Puerto Rico Islanders dat uitkomt in de North American Soccer League, dit is tweede klasse van het Amerikaanse voetbal. Dit was voor hem dus de eerste club die niet op het hoogste niveau uitkomt. Hij speelde er 1 seizoen en kwam aan 22 wedstrijden. In 2008 stapte hij over naar Miami FC een andere tweedeklasser. Hij speelde hier 27 wedstrijden waarna hij werd uitgeleend aan zijn ex-club Los Angeles Galaxy. Hij speelde er 3 wedstrijden en kreeg nadien een definitief contract. Hij zou er uiteindelijk 4 seizoenen spelen waarin hij in 53 wedstrijden in actie kwam. In 2011 en 2012 werd hij landskampioen met de club. In 2013 tekende hij een contract bij Real Salt Lake waarvoor hij 3 wedstrijden spelen. In 2014 tekende hij een contract bij de nieuwe MLS club New York City FC. Aangezien de club pas in maart 2015 in actie kan komen wordt hij eerst nog een half seizoen uitgeleend aan tweedeklasser San Antonio Scorpions.

## Interlandcarrière
In 2002 speelde hij 1 interland voor de U23 van het Amerikaans voetbalelftal tegen Canada. In 2008 speelde hij 2 interlands voor het eerste team van Puerto Rico.